# Romina Pinna
Romina Pinna (Olbia, Sassari, Italia, 2 de mayo de 1993) es una futbolista italiana. Juega como delantera y actualmente se encuentra libre.

## Trayectoria

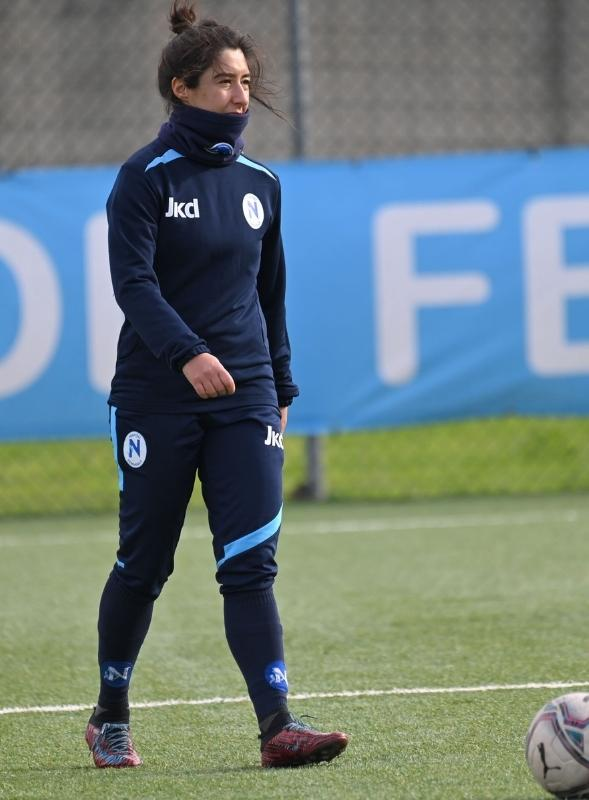
Con el Napoli Femminile, temporada 2021-22.

Se formó en el Sassari Torres, debutando en el primer equipo el 17 de octubre de 2010. Con el club sassarés ganó dos ligas y una Supercopa italiana. También cuenta con una experiencia en el extranjero, concretamente en el  West Ham inglés.
En 2022 fue contratada por el Napoli Femminile, con el que ganó la Serie B 2022-23.

## Clubes
| Club                       | País       | Año         |
| -------------------------- | ---------- | ----------- |
| Sassari Torres             | Italia     | 2009 - 2010 |
| Atletico Oristano (cedida) | Italia     | 2010 - 2012 |
| Sassari Torres             | Italia     | 2012 - 2013 |
| Atletico Oristano (cedida) | Italia     | 2013 - 2014 |
| Sassari Torres             | Italia     | 2014 - 2015 |
| West Ham                   | Inglaterra | 2015 - 2016 |
| Pink Bari                  | Italia     | 2016        |
| San Bernardo Luserna       | Italia     | 2016 - 2017 |
| Pink Bari                  | Italia     | 2017 - 2018 |
| Fortitudo Mozzecane        | Italia     | 2018 - 2019 |
| Orobica Bérgamo            | Italia     | 2019        |
| Cittadella Women           | Italia     | 2019 - 2020 |
| Pomigliano Femminile       | Italia     | 2020 - 2021 |
| Cesena                     | Italia     | 2021        |
| Napoli Femminile           | Italia     | 2022 - 2023 |

## Palmarés

### Campeonatos nacionales
| Título             | Club             | País   | Año         |
| ------------------ | ---------------- | ------ | ----------- |
| Serie A            | Sassari Torres   | Italia | 2009 - 2010 |
| Supercopa italiana | Sassari Torres   | Italia | 2009        |
| Serie A            | Sassari Torres   | Italia | 2012 - 2013 |
| Serie B            | Napoli Femminile | Italia | 2022 - 2023 |